# La Bataille de la Somme
Pour plus de détails, voir Fiche technique et Distribution.
La Bataille de la Somme (The Battle of the Somme) est un film britannique réalisé par Geoffrey H. Malins et John B. McDowell en 1916, dès le début de la bataille de la Somme.
Dans l'histoire du cinéma, il est considéré comme le premier long métrage documentaire sur la guerre et, à ce titre, il est inscrit depuis 2004 au Registre international Mémoire du monde de l'UNESCO, programme de protection des documents, collections d'archives et de bibliothèque à conserver et à diffuser.
Ce film est sorti en salle à Londres quelques semaines après le 1er juillet 1916, date de début de l'offensive. Il montre les soldats en action, mélangeant des images d'actualités et des scènes reconstituées. Son but premier était de remonter le moral des spectateurs mais les images, dévoilant toute la violence de la guerre moderne, provoquèrent au contraire un choc psychologique. À Londres, il fut projeté dans trente salles et, à l'automne 1916, 20 millions de Britanniques l'avaient vu.

## Fiche technique
- Titre original : The Battle of the Somme
- Réalisation : Geoffrey H. Malins et John B. McDowell
- Photo : Geoffrey Malins, John McDowell
- Pays d’origine : Royaume-Uni
- Distribution : British Topical Committee for War Films
- Noir et blanc - Film muet, intertitres en anglais
- Genre : documentaire
- Date de sortie : 1916